# Michajlo Koman
Michajlo Koman (Oekraïens: Михайло Михайлович Коман, Russisch: Михаил Коман) (Ľubotín, 1 april 1928, Kiev, 21 februari 2015) was een voetballer en trainer uit de Sovjet-Unie van Lemko-Roetheense afkomst. Tijdens zijn gehele carrière stond hij bekend onder zijn Russische naam Michail Koman.

## Biografie
Koman werd geboren in Ľubotín, toen nog Tsjecho-Slowakije en inmiddels Slowakije en verhuisde in 1934 met zijn familie naar  Sevljoesj, in het westen van het huidige Oekraïne. Hij sprak Slowaaks en later ook Hongaars en het plaatselijke Oekraïense dialect. 
Hij begon zijn carrière bij Spartak Oezjgorod en ging in 1949 als naar Dinamo Kiev. In 1954 scoorde hij het winnende doelpunt in de bekerfinale tegen Spartak Jerevan, de eerste trofee van de club. 
In 1959 was het team op tournee in Afrika en in een wedstrijd die in Caïro kreeg hij pijn in zijn borst. De dokters stelde een blokkade van zijn hartspier vast en raadden hem aan om met zijn carrière te stoppen. Na zijn spelerscarrière bleef hij bij Dinamo aan de slag als trainer.